# 요하네 페데르센단
요하네 페데르센단(덴마크어: Johanne Pedersen-Dan, 결혼 이전의 성(姓): 베초니크(Betzonich), 1860년 5월 13일 ~ 1934년 5월 21일)은 덴마크의 배우, 조각가이다.
1876년 코펜하겐 국민극장(Folketeatret) 소속 배우로 데뷔했으며 코펜하겐 카지노 극장(Casino), 다그마르 극장(Dagmarteatern)에서 상연된 희극, 오페라에 출연했다. 1888년에 연극계를 떠난 뒤부터 조각가로 활동했고 여러 미술 작품 전시회에 조각 작품을 출품했다.

## 작품 목록
- Snake charmer (plaster, 1890)
- By the Stream (plaster, 1891)
- A Forest Nymph (plaster, 1892)
- After the Storm (plaster, 1894)
- Woman Sleepwalker (1902)
- Little Mother (1903)
- Santa (plaster, 1905)
- Forest Idyll (bronze, 1898)
- On the Slave Market (1006)